# Championnat d'Algérie de football 2012-2013
Navigation
Ligue 1
2011-2012 Ligue 1
2013-2014
La saison 2012-2013 de Ligue Professionnelle 1 est la 51e édition du championnat d'Algérie de football et la 3e sous l'ère professionnelle. Le championnat oppose seize clubs algériens et débute le 7 septembre 2012 pour se terminer le 21 mai 2013.

## Équipes
| \| Alger MCA0&0CRB · USMA0&0USMH ASO Chlef CA Batna CABBA CS Constantine ESS JSM Béjaïa JSK JS Saoura MCEE MC Oran USM Bel-Abbès WA Tlemcen \| Localisation des clubs engagés dans le championnat. |
| Alger MCA0&0CRB · USMA0&0USMH ASO Chlef CA Batna CABBA CS Constantine ESS JSM Béjaïa JSK JS Saoura MCEE MC Oran USM Bel-Abbès WA Tlemcen                                                           |

### Participants et locations
Légende des couleurs
- Qualifié pour la Ligue des champions de la CAF 2013
- Qualifié pour la Coupe de la confédération 2013
- Qualifié pour la Coupe de l'UAFA 2012-2013
- Promu de Ligue 2 2011-2012

| Club                  | Dernière montée | Classement 2011-2012 | Stade                       | Capacité | Pelouse     |
| --------------------- | --------------- | -------------------- | --------------------------- | -------- | ----------- |
| ASO Chlef             | 2002            | 5                    | Stade Mohamed-Boumezrag     | 18 000   | Synthétique |
| CA Bordj Bou Arreridj | 2012            | 1 (L2)               | Stade du 20-Août-1955       | 10 000   | Synthétique |
| CA Batna              | 2011            | 7                    | Stade du 1er-Novembre-1954  | 20 000   | Naturelle   |
| CR Belouizdad         | 1989            | 4                    | Stade du 20-Août-1955       | 12 000   | Synthétique |
| CS Constantine        | 2011            | 12                   | Stade Mohamed-Hamlaoui      | 25 000   | Naturelle   |
| ES Sétif              | 1997            | 1                    | Stade du 8-Mai-1945         | 25 000   | Synthétique |
| JS Kabylie            | 1969            | 9                    | Stade du 1er-Novembre-1954  | 20 000   | Synthétique |
| JSM Béjaïa            | 2006            | 2                    | Stade de l'Unité Maghrébine | 17 500   | Synthétique |
| JS Saoura             | 2012            | 2 (L2)               | Stade du 20-Août-1955       | 15 000   | Synthétique |
| MC Alger              | 2003            | 6                    | Stade du 5-Juillet-1962     | 66 000   | Naturelle   |
| MC El Eulma           | 2008            | 11                   | Stade Messaoud-Zougar       | 15 000   | Naturelle   |
| MC Oran               | 2009            | 13                   | Stade Ahmed-Zabana          | 35 000   | Synthétique |
| USM Alger             | 1995            | 3                    | Stade Omar-Hamadi           | 15 000   | Synthétique |
| USM Bel-Abbès         | 2012            | 3 (L2)               | Stade du 24-Février-1956    | 45 000   | Synthétique |
| USM El Harrach        | 2008            | 10                   | Stade du 1er-Novembre-1954  | 8 000    | Synthétique |
| WA Tlemcen            | 2009            | 8                    | Complexe sportif Akid Lotfi | 18 000   | Naturelle   |

### Informations équipes
| Club                  | Entraîneur          | Capitaine            | Équipementier | Sponsor(s)                                             |
| --------------------- | ------------------- | -------------------- | ------------- | ------------------------------------------------------ |
| ASO Chlef             | Nour Benzekri       | Samir Zaoui          | Joma          | Nedjma, Hodna Lait, Le ciment de Chlef                 |
| CA Bordj Bou Arreridj | Aziz Abbès          | Djamel Benchergui    | Kappa         | Nedjma                                                 |
| CA Batna              | Toufik Rouabah      | Mohamed Saïdi        | Joma          | Hodna Lait                                             |
| CR Belouizdad         | Fouad Bouali        | Karim Maâmeri        | Joma          | Nedjma, CNEP, Frico, Bellat                            |
| CS Constantine        | Roger Lemerre       | Yacine Bezzaz        | KCS           | Nedjma, Hodna Lait                                     |
| ES Sétif              | Hubert Velud        | Mourad Delhoum       | Joma          | Djezzy, Safcer, SCAEK, Echorouk                        |
| JS Kabylie            | Arezki Amrouche     | Ali Rial             | Altea Adidas  | Nedjma, Haier, Echorouk                                |
| JSM Béjaïa            | Alain Michel        | Brahim Zafour        | Kappa         | Nedjma, General Emballage, Ramdy, Cevital, ECI Boudiab |
| JS Saoura             | Chérif Hadjar       | Kaddour Beldjilali   | Baeko         | Zerouati                                               |
| MC Alger              | Djamel Menad        | Réda Babouche        | Joma          | Sonatrach, Djezzy                                      |
| MC El Eulma           | Raoul Savoy         | Nasser Hammami       | Adidas KCS    | Nedjma, MaproGaz, Trefisoud                            |
| MC Oran               | Sid Ahmed Slimani   | Seddik Berradja      | Baeko         | Nedjma, Ifri, Hodna Lait, Propal, Aigle Azur, Zerouati |
| USM Alger             | Rolland Courbis     | Nacereddine Khoualed | Adidas        | Sonelgaz, Djezzy, Le Temps, Wakt El Djazair, ETRHB     |
| USM Bel-Abbès         | Abdelkader Yaïche   | Hamzaoui Okacha      | Adidas        | ENIE, Groupe Hasnaoui                                  |
| USM El Harrach        | Boualem Charef      | Azzedine Doukha      | Patrick       | Nedjma                                                 |
| WA Tlemcen            | Abdelkrim Benyellès | Anwar Boudjakdji     | Peak          | Aigle Azur, Hodna Lait, Hôtel Zianides                 |

### Joueurs étrangers
Depuis la saison 2009-2010, le nombre de licences étrangères octroyées aux clubs de première division est limité à deux,.
| Club                  | Joueur 1                      | Joueur 2                                |
| --------------------- | ----------------------------- | --------------------------------------- |
| ASO Chlef             | Anicet Eyenga                 | Patrick Kamgaing Elmamy Cheikhou Traoré |
| CA Bordj Bou Arreridj | Hichem Essifi                 | Mejdi Mosrati                           |
| CA Batna              | Mani Sapol                    | Blaise Lelo Mbele                       |
| CR Belouizdad         | Pascal Angan                  | Onome Sodje                             |
| CS Constantine        | Effosa Eguakon                | Gilles Ngomo                            |
| ES Sétif              | Demba Barry Didier Bassamagne | Koffi Mechac                            |
| JS Kabylie            | Madani Camara                 |                                         |
| JSM Béjaïa            | Moussa Coulibaly              | Boubacar Bangoura                       |
| JS Saoura             | Sekou Bagayoko                | Josué Alex Aguie Daouda Kamilou         |
| MC Alger              | Claude Mobitang               | Blaise Lelo Mbele                       |
| MC El Eulma           | Abdramane Ladji Diarra        | Yahia Coulibaly                         |
| MC Oran               | Eudes Dagoulou                | Saidou Sandaogo                         |
| USM Alger             | Charles Andriamanitsinoro     | Yacouba Ali                             |
| USM Bel-Abbès         | Cyrille Ndaney                |                                         |
| USM El Harrach        | Ibrahim Amada                 | Mahamat Yaya Karim                      |
| WA Tlemcen            | Francis Ambané                | William Yabeun                          |

## Compétition

### Classement
Le classement est établi sur le barème de points classique : victoire à 3 points, match nul à 1, défaite à 0.
Critères de départage:
1. plus grand nombre de points obtenus par une équipe lors des matchs joués entre les équipes en question ;
2. plus grande différence de buts obtenue par une équipe lors des matchs joués entre les équipes en question ;
3. plus grande différence de buts obtenue par une équipe sur l'ensemble des matchs joués par les équipes en question lors de la phase aller ;
4. Le plus grand nombre de buts marqués par une équipe sur l'ensemble des matchs joués par les équipes en question lors de la phase aller ;
5. match d'appui avec prolongation éventuelle et tirs au but est organisé par la ligue sur terrain neutre[3].

| Rang | Équipe                  | Pts | J  | G  | N  | P  | Bp | Bc | Diff |
| ---- | ----------------------- | --- | -- | -- | -- | -- | -- | -- | ---- |
| 1    | ES Sétif T              | 59  | 30 | 18 | 5  | 7  | 55 | 27 | +28  |
| 2    | USM El Harrach          | 57  | 30 | 17 | 6  | 7  | 38 | 22 | +16  |
| 3    | CS Constantine          | 52  | 30 | 13 | 13 | 4  | 37 | 20 | +17  |
| 4    | USM Alger C S           | 51  | 30 | 15 | 6  | 9  | 32 | 15 | +17  |
| 5    | MC Alger -3             | 50  | 30 | 15 | 8  | 7  | 33 | 24 | +9   |
| 6    | CR Belouizdad           | 44  | 30 | 11 | 11 | 8  | 32 | 26 | +6   |
| 7    | JS Kabylie              | 41  | 30 | 11 | 8  | 11 | 32 | 31 | +1   |
| 8    | MC El Eulma             | 40  | 30 | 9  | 13 | 8  | 29 | 27 | +2   |
| 9    | JS Saoura P             | 38  | 30 | 10 | 8  | 12 | 28 | 26 | +2   |
| 10   | ASO Chlef               | 38  | 30 | 10 | 8  | 12 | 26 | 29 | -3   |
| 11   | JSM Béjaïa              | 38  | 30 | 9  | 11 | 10 | 28 | 32 | -4   |
| 12   | MC Oran                 | 34  | 30 | 8  | 10 | 12 | 33 | 41 | -8   |
| 13   | CA Bordj Bou Arreridj P | 33  | 30 | 7  | 12 | 11 | 20 | 26 | -6   |
| 14   | CA Batna                | 26  | 30 | 6  | 8  | 16 | 20 | 46 | -26  |
| 15   | WA Tlemcen              | 24  | 30 | 6  | 6  | 18 | 19 | 43 | -24  |
| 16   | USM Bel-Abbès P         | 22  | 30 | 5  | 7  | 18 | 18 | 45 | -27  |

Qualifications africaines
Ligue des champions de la CAF 2014
- 1er : premier tour
- 2e : tour préliminaire

Coupe de la confédération 2014
- 3e et C : tour préliminaire

Coupe de l'UAFA 2013-2014
- 4e et 5e : premier tour

Relégation
- Relégation en Ligue 2

Abréviations
T : Tenant du titre

C : Vainqueur de la Coupe d'Algérie 2012-13

S : Vainqueur de la Supercoupe d'Algérie 2013

P : Promus de Ligue 2 2011-12

-3 : 3 points de pénalité

### Résultats
| Résultats (▼dom., ►ext.)                                   | ASOC | CABBA | CAB | CRB | CSC | ESS | JSK | JSMB | JSS | MCA | MCEE | MCO | USMA | USMBA | USMH | WAT |
| ASO Chlef                                                  |      | 0-1   | 1-1 | 1-2 | 1-1 | 2-1 | 0-2 | 2-0  | 2-0 | 0-1 | 0-0  | 1-0 | 1-0  | 2-1   | 3-0  | 3-0 |
| CA Bordj Bou Arreridj                                      | 0-1  |       | 0-0 | 1-0 | 1-1 | 0-0 | 1-0 | 0-0  | 0-1 | 2-0 | 0-0  | 1-1 | 1-1  | 2-0   | 0-1  | 2-1 |
| CA Batna                                                   | 1-0  | 1-1   |     | 2-2 | 1-4 | 1-2 | 2-2 | 0-2  | 0-0 | 0-1 | 2-1  | 2-1 | 0-3  | 1-0   | 2-3  | 1-0 |
| CR Belouizdad                                              | 1-0  | 2-1   | 2-0 |     | 1-1 | 4-1 | 1-1 | 4-1  | 2-1 | 0-0 | 1-1  | 1-0 | 0-0  | 0-0   | 2-4  | 1-0 |
| CS Constantine                                             | 1-0  | 1-0   | 2-0 | 1-0 |     | 0-0 | 1-2 | 2-2  | 2-1 | 0-0 | 3-0  | 4-3 | 1-0  | 2-1   | 0-0  | 2-0 |
| ES Sétif                                                   | 4-1  | 3-1   | 6-0 | 1-0 | 1-3 |     | 4-1 | 1-0  | 1-0 | 3-1 | 3-1  | 4-1 | 1-0  | 4-0   | 1-0  | 3-1 |
| JS Kabylie                                                 | 1-0  | 2-0   | 1-0 | 0-1 | 1-1 | 1-1 |     | 2-1  | 2-0 | 0-1 | 1-1  | 0-0 | 1-0  | 2-1   | 0-1  | 3-0 |
| JSM Béjaïa                                                 | 1-1  | 1-0   | 1-1 | 1-0 | 0-0 | 2-1 | 2-2 |      | 1-1 | 1-1 | 1-1  | 0-1 | 2-0  | 1-3   | 2-0  | 1-0 |
| JS Saoura                                                  | 1-1  | 2-0   | 2-0 | 0-1 | 0-0 | 1-0 | 2-1 | 3-0  |     | 2-0 | 1-1  | 2-3 | 0-1  | 3-0   | 0-3  | 2-0 |
| MC Alger                                                   | 0-0  | 1-1   | 1-0 | 2-1 | 1-0 | 3-2 | 3-1 | 3-1  | 1-0 |     | 0-0  | 2-0 | 1-0  | 3-1   | 1-0  | 0-1 |
| MC El Eulma                                                | 2-0  | 3-1   | 0-0 | 1-1 | 1-0 | 1-1 | 0-1 | 0-0  | 1-1 | 0-0 |      | 3-0 | 3-2  | 2-0   | 2-0  | 2-1 |
| MC Oran                                                    | 2-2  | 0-0   | 3-1 | 1-1 | 1-1 | 0-2 | 1-1 | 0-2  | 1-0 | 2-2 | 4-1  |     | 2-0  | 1-1   | 1-0  | 2-0 |
| USM Alger                                                  | 3-0  | 0-1   | 2-0 | 1-0 | 1-1 | 1-0 | 1-0 | 1-0  | 0-0 | 1-0 | 1-0  | 1-0 |      | 6-0   | 0-0  | 4-0 |
| USM Bel-Abbès                                              | 0-1  | 1-1   | 1-0 | 0-0 | 0-2 | 0-2 | 1-0 | 0-1  | 0-0 | 2-1 | 0-1  | 1-0 | 0-1  |       | 1-2  | 0-1 |
| USM El Harrach                                             | 2-0  | 2-1   | 2-0 | 2-0 | 1-0 | 0-0 | 1-0 | 1-1  | 2-1 | 3-0 | 1-0  | 3-0 | 0-0  | 1-1   |      | 1-2 |
| WA Tlemcen                                                 | 0-0  | 0-0   | 0-1 | 1-1 | 0-0 | 1-2 | 3-1 | 1-0  | 0-1 | 0-3 | 1-0  | 2-2 | 0-1  | 2-2   | 1-2  |     |
| - Victoire à domicile - Match nul - Victoire à l'extérieur |      |       |     |     |     |     |     |      |     |     |      |     |      |       |      |     |

### Changements d'entraîneurs
| Équipe                | Entraîneur partant       | Départ            | Remplacé par              | Entrée en fonction | Classement |
| --------------------- | ------------------------ | ----------------- | ------------------------- | ------------------ | ---------- |
| USM Bel-Abbès         | Abdelkrim Benyellès      | 21 juillet 2012   | Fouad Bouali              | 23 juillet 2012    | Pré-saison |
| CA Batna              | Abdelkrim Latrèche       | 16 août 2012      | Rachid Bouaratta          | 22 août 2012       | Pré-saison |
| MC Alger              | Patrick Liewig           | 18 août 2012      | Jean-Paul Rabier          | 21 août 2012       | Pré-saison |
| MC Oran               | Luc Eymael               | 4 septembre 2012  | Raoul Savoy               | 6 septembre 2012   | Pré-saison |
| MC Alger              | Jean-Paul Rabier         | 22 septembre 2012 | Djamel Menad              | 24 septembre 2012  | 3e         |
| CA Bordj Bou Arreridj | Toufik Rouabah           | 1er octobre 2012  | Aziz Abbès                | 2 octobre 2012     | 14e        |
| MC Oran               | Raoul Savoy              | 9 octobre 2012    | Abdellah Mecheri          | 11 octobre 2012    | 15e        |
| CA Batna              | Rachid Bouaratta         | 10 octobre 2012   | Toufik Rouabah            | 10 octobre 2012    | 14e        |
| WA Tlemcen            | Abdelkader Amrani        | 13 octobre 2012   | Kheireddine Kherris       | 13 octobre 2012    | 13e        |
| USM Alger             | Miguel Angel Gamondi     | 16 octobre 2012   | Rolland Courbis           | 24 octobre 2012    | 10e        |
| ASO Chlef             | Rachid Belhout           | 23 octobre 2012   | Nour Benzekri             | 16 novembre 2012   | 13e        |
| CR Belouizdad         | Guglielmo Arena          | 23 octobre 2012   | Fouad Bouali              | 7 novembre 2012    | 9e         |
| MC El Eulma           | Abdelkader Yaïche        | 29 octobre 2012   | Rachid Belhout            | 3 novembre 2012    | 5e         |
| USM Bel-Abbès         | Fouad Bouali             | 30 octobre 2012   | Abdelkader Yaïche         | 14 novembre 2012   | 14e        |
| MC Oran               | Abdellah Mecheri         | 5 novembre 2012   | Djamel Benchadli          | 5 novembre 2012    | 14e        |
| WA Tlemcen            | Kheireddine Kherris      | 14 novembre 2012  | Abdelkrim Benyellès       | 14 novembre 2012   | 16e        |
| JS Kabylie            | Enrico Fabbro            | 17 novembre 2012  | Nacer Sandjak             | 23 novembre 2012   | 10e        |
| CA Batna              | Toufik Rouabah           | 28 décembre 2012  | Ali Fergani               | 5 janvier 2013     | 16e        |
| MC Oran               | Djamel Benchadli         | 10 janvier 2013   | Tahar Chérif El-Ouazzani  | 11 janvier 2013    | 13e        |
| JSM Béjaïa            | Alain Michel             | 21 janvier 2013   | Giovanni Solinas          | 24 janvier 2013    | 6e         |
| ASO Chlef             | Nour Benzekri            | 23 janvier 2013   | Mohamed Benchouia         | 23 janvier 2013    | 12e        |
| MC Oran               | Tahar Chérif El-Ouazzani | 16 février 2013   | Sid Ahmed Slimani         | 18 février 2013    | 13e        |
| MC El Eulma           | Rachid Belhout           | 24 février 2013   | Raoul Savoy               | 28 février 2013    | 8e         |
| JS Kabylie            | Nacer Sandjak            | 7 avril 2013      | Arezki Amrouche (intérim) | 7 avril 2013       | 8e         |

## Statistiques
- Meilleure attaque : ES Sétif (55 buts marqués)
- Meilleure défense : USM Alger (15 buts encaissés)
- Premier but de la saison : Mohamed Messaoud pour l'ASO Chlef contre l'USM Bel-Abbès, le 7 septembre 2012.
- But le plus rapide d'une rencontre:  Bouazza Feham à la 15e seconde de jeu pour l'USM Alger contre l'ASO Chlef (3-0), le 10 novembre 2012.
- Journée de championnat la plus riche en buts : 28e journée avec 26 buts
- Journée de championnat la plus pauvre en buts : 15e journée avec 6 buts
- Plus grande marge de buts dans une rencontre : 6 buts
  - ES Sétif 6-0 CA Batna, le 18 septembre 2012.
  - USM Alger 6-0 USM Bel-Abbès, le 7 décembre 2012.
- Plus grand nombre de buts dans une rencontre : 7 buts
  - CS Constantine 4-3 MC Oran, le 18 septembre 2012.

### Classement des buteurs
| Rang | Joueur               | Club                       | Buts | Pen. |
| ---- | -------------------- | -------------------------- | ---- | ---- |
| 1    | Moustapha Djallit    | MC Alger                   | 14   | 6    |
| 2    | Mohamed Amine Aoudia | ES Sétif                   | 12   | 2    |
| 3    | Baghdad Bounedjah    | USM El Harrach             | 10   | 1    |
| 3    | Mohamed Tiaïba       | MC El Eulma CS Constantine | 10   | 3    |
| 3    | Hamza Boulemdaïs     | CS Constantine             | 10   | 1    |
| 6    | Toufik Zerara        | JSM Béjaïa                 | 9    | 5    |
| 6    | Amine El Amali       | USM El Harrach             | 9    | 1    |
| 6    | Ahmed Messadia       | JS Kabylie                 | 9    | 0    |
| 9    | Ahmed Gasmi          | USM Alger                  | 8    | 2    |
| 9    | Mohamed Messaoud     | ASO Chlef                  | 8    | 2    |

### Triplés
| Joueur            | Pour      | Contre     | Score | Date              |
| ----------------- | --------- | ---------- | ----- | ----------------- |
| Moustapha Djallit | MC Alger  | WA Tlemcen | 0-3   | 15 septembre 2012 |
| Ahmed Gasmi       | USM Alger | WA Tlemcen | 4-0   | 3 novembre 2012   |